# Peine afflictive et infamante
En France, les peines afflictives et infamantes étaient les peines médianes, situées entre les peines légères et la peine capitale.
Sous l’Ancien Régime, les peines afflictives et infamantes sont le blâme, l’amende honorable, l’exposition publique, le fouet et la flétrissure, mais se situait en dessous de la mutilation, des galères, du bannissement et de la torture. Elles étaient destinées à punir les crimes, en l’absence de peine de prison. Leur caractère public entraîne un amoindrissement de l’honneur personnel.
Le code pénal de 1791 ne reprenait pas la distinction, pourtant proposée par son rapporteur devant l'Assemblée constituante.
Le Code des délits et des peines de 1795 prévoyait ces peines aux articles 602 à 604. L'article 602 énumérait, comme peine infamante, la dégradation civique ou le carcan ; l'article 603 énonçait, comme peines afflictives, la mort, la déportation, les fers, la réclusion dans les maisons de force ; la gêne, détention. Enfin, l'article 604 disposait : « Toute peine afflictive est en même temps infamante. ». 
Avec le Code pénal de 1810, les peines afflictives et infamantes étaient réservées à des crimes graves, le plus souvent des crimes politiques, dans l'ordre de sévérité :
- la peine de mort ;
- les travaux forcés à perpétuité ;
- la déportation ;
- les travaux forcés à temps.

Venait ensuite le bannissement, qui n'était qu'une peine infamante. Ces peines étaient considérées comme l'une des causes possibles du divorce par la loi sur le divorce de 1792.
La suppression de l'expression « peines afflictives et infamantes » du Code pénal français a lieu en 1992.